# Zamora Fútbol Club (femenino)
El Zamora Fútbol Club es un equipo de fútbol femenino profesional venezolano, se encuentra ubicado en Barinas, estado homónimo, y actualmente participa en la Superliga Femenina Fútbol (Venezuela), liga equivalente a la máxima división del fútbol femenino en Venezuela.

## Historia
Zamora Fútbol Club Fue fundado oficialmente el 4 de diciembre de 2015. Tras varios días de captación de talentos, las diferentes categorías femeninas del Zamora Fútbol Club trabajan arduamente para ponerse a tono de cara al Torneo Nacional que iniciará en febrero de 2016. El cuerpo técnico comandando por la estratega Yllenys Pérez ya suma cuatro meses enfocadas en este desafío que asumió la Furia Llanera.

## Uniforme
Zamora Fútbol Club su uniforme son:
- Uniforme titular: camiseta , pantalón , medias .
- Uniforme alternativo: camiseta , pantalón , .

### Indumentaria y patrocinador
| Periodo         | Proveedor        |
| --------------- | ---------------- |
| 2015 - presente | Sin Indumentaria |

| Periodo           | Patrocinador     |
| ----------------- | ---------------- |
| 2015 - actualidad | Sin patrocinador |

## Instalaciones
Zamora Fútbol Club (femenino) juega sus encuentros futbolísticos en este estadio

## Palmarés
- Liga Nacional de Fútbol Femenino de Venezuela (0):

- Copa Venezuela de Fútbol Femenino (0):